# Неклюдово (Бор)
Неклю́дово — микрорайон города Бор Нижегородской области России. В 1947—2004 годах — посёлок городского типа.

## Название
Название-патроним: в начале XVI века принадлежало Неклюду Дмитриевичу Бутурлину, от имени которого и пошло название. В XVII веке также носило название Нелюдовская Пожня, то есть покос, укос, сенокос, луг.

## География
Располагается 6 км севернее Нижнего Новгорода на берегу реки Везлома и озера Спасское.

## История

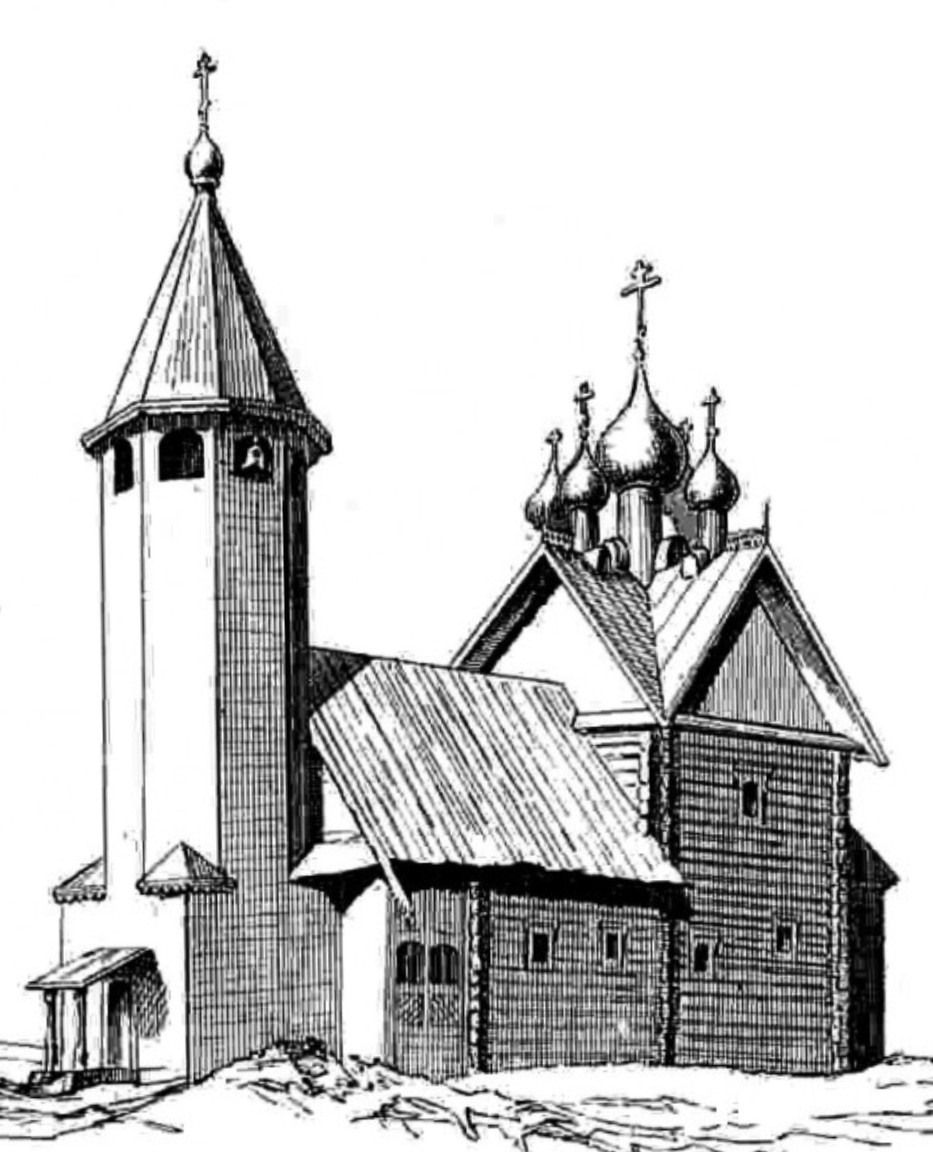
Церковь Воскресения Христова (нач. XVII в.)

Основано в начале XVI века и было вотчинным центром дворянина Неклюда Дмитриева сына Бутурлина. Он оставил о себе память в виде подписанной в 1525 году «кабалы» (документ) о принятии в полное холопство Владимира Добрынина. После покорения Иваном IV Казани, во время Первой черемисской войны село было выжжено, а люди убиты или уведены для продажи в рабство. В конце 1650-х был издан царский указ о призыве жить на запустелых дворовых местах, однако первые поселенцы (в количестве 3-х семей) поселились на территории Неклюдова лишь в 1558 году.
В 1619 году дворянин Иван Грамотин приказал срубить церковь и заселить село «вольными, охочими людьми». В 1638 году перед смертью Грамотин завещал свои земли Троице-Сергиевскому монастырю. В результате чего была построена новая шатровая церковь, заметно увеличилось число жилых дворов в селе.
Сохранилась подлинная, никогда не публиковавшаяся опись Неклюдова 1621 года: «Село, что была деревня Неклюдовская, а Воскресенское то ж на речке на Везломе, а в селе церковь Воскресения Христова деревянна, клетцки, а в церкви образы и книги и ризы и колокола — строение мирское».
В петровскую эпоху (конец XVII — начало XVIII веков) в условиях подготовки к Азовским походам и войны со Швецией возросли подати и целые семьи подавались «в нети». После этого Неклюдово долгое время пребывало в запустении, пока в 1764 году не оказалось на торной дороге, губернской важности.
Советская власть, объединив д. Толоконцево, д. Потемино, п. Советский, д. Рогуново, д. Тайново, д. Медведково и с. Неклюдово, создала посёлок городского типа Неклюдово, который позднее был включён в состав города Бор отдельным посёлком. Во времена Перестройки под церковь было отдано здание детского сада в квартале Дружба.
В 1932 году начинает работать Борская войлочная фабрика № 6.
В 2004 году посёлок Неклюдово включён в состав города Бор.
В 2017 году освящён деревянный Храм Воскресения Христова.

## Население
Население по данным переписи 1989 года — 9891 чел. По переписи 2002 года — 9207 чел.

## Инфраструктура
Посёлок газифицирован полностью, центральный водопровод доступен на большей территории посёлка, центральная канализация доступна только в многоэтажных домах.
В посёлке есть детская и взрослая поликлиники, три детских сада, две средних школы № 12 и № 20, одно профессионально-техническое училище.
В посёлке находятся два почтовых отделения: Неклюдово (ул. Новая) и Неклюдово 1 (квл Дружба).
Промышленность представлена как старыми предприятиями — фабрика первичной обработки шерсти, валяльно-войлочная фабрика, фабрика валяной обуви, Центральная геологоразведочная экспедиция, ж.д станция Толоконцево, так и новыми крупными современными предприятиями — фабрика мороженого Колибри, предприятие Фармстронг, тепличный комплекс Нижегородский группы компаний "Рост". Близость к дорогам помогает развиваться малому бизнесу.

## Транспорт
Через Неклюдово проходит региональная трасса Р159 и железная дорога в Киров c ответвлением на Бор. Старое Неклюдово — улица Неклюдово — является частью автодороги на Киров.